# Pinellas Park
Pinellas Park est une ville américaine située dans le comté de Pinellas, en Floride.

## Musée

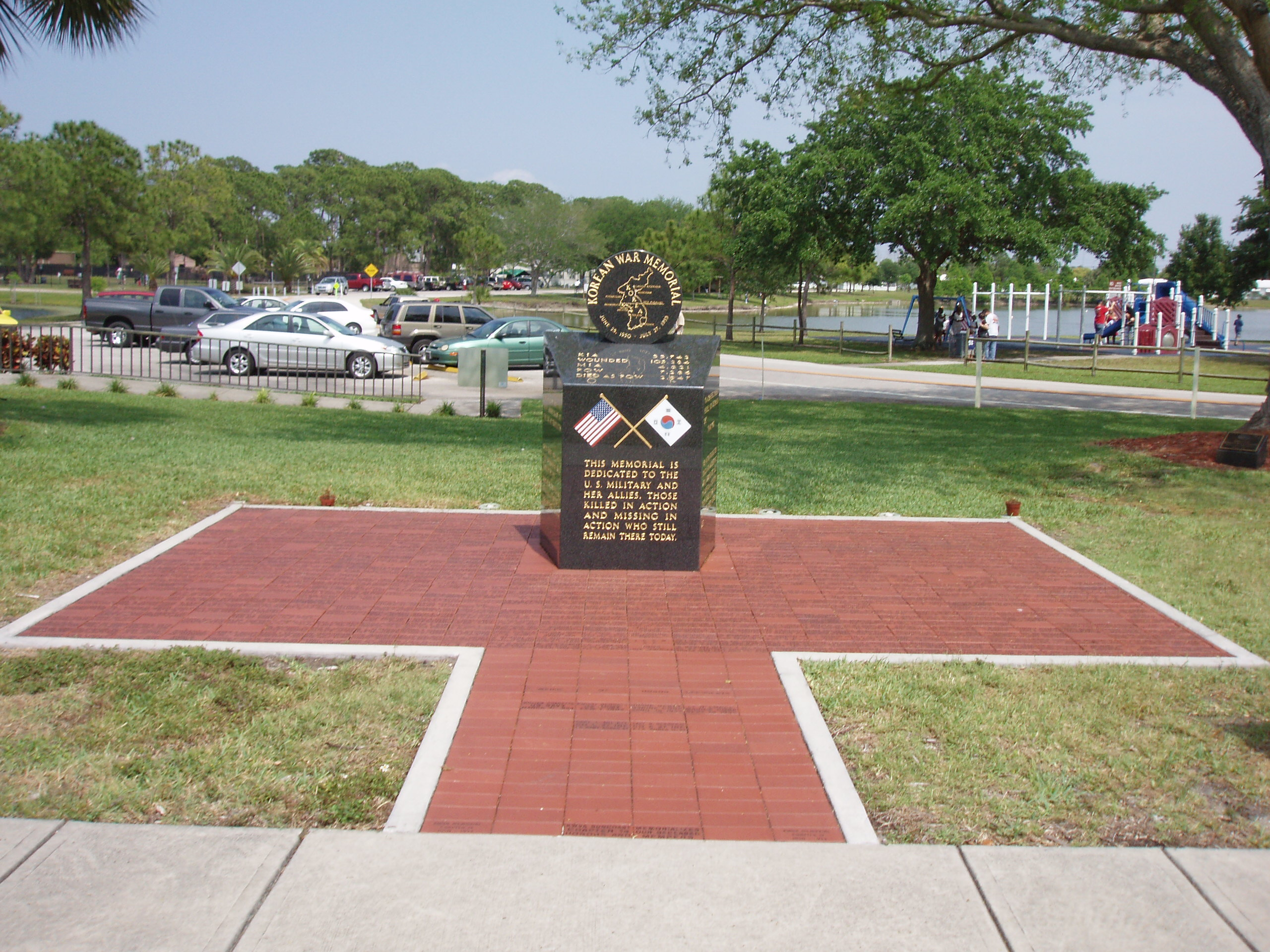
Mémorial de la guerre de Corée à Freedom Lake Park

- Tampa Bay Automobile Museum

## Démographie
| 1920 | 1930 | 1940 | 1950  | 1960   | 1970   |
| ---- | ---- | ---- | ----- | ------ | ------ |
| 134  | 465  | 691  | 2 924 | 10 848 | 22 287 |

| 1980   | 1990   | 2000   | 2010   | - | - |
| ------ | ------ | ------ | ------ | - | - |
| 32 811 | 43 426 | 45 658 | 49 079 | - | - |

## Source
- (en) Cet article est partiellement ou en totalité issu de l’article de Wikipédia en anglais intitulé « Pinellas Park, Florida » (voir la liste des auteurs).